# Convento di Montefiolo
(Ferdinand Gregorovius, Attraverso l'Umbria e la Sabina in Passeggiate per l'Italia, 1861)
Il convento di Montefiolo si trova nell'omonima frazione del comune di Casperia. Costruito inizialmente per i Frati cappuccini e da costoro utilizzato per secoli, dopo alterne vicende connesse all'invasione napoleonica e successivamente alla costituzione del Regno d'Italia, è ora abitato da una comunità di Monache Agostiniane spagnole.

## Storia
Il nome del monte deriva da mons filiorum Ugonis comitis, essendone proprietari nel Medioevo i figli di un conte Ugone, signore di diversi feudi in Sabina. Su questo colle fu edificato un castello che andrà poi distrutto nel 1328 nel corso delle agitate vicende collegate alle calate di Ludovico il Bavaro.
Nel 1368 questo castello è donato al nobile Giovanni di Sant'Eustachio che, nel 1391, lo cede alla comunità di Aspra perché se ne serva come pascolo, con l'obbligo di costruirvi una chiesa e l'abitazione per due religiosi che preghino per le anime del conte Ugone e dei suoi successori. Questa volontà sarà realizzata soltanto nel 1558, quando Ostilio Savelli, barone di Aspra, concede a Francesco Massari da Aspra - tesoriere dei papi Giulio III e Marcello II - facoltà di fabbricare sopra Montefiolo un convento e la chiesa del Ss. Salvatore per i Frati cappuccini. Nel 1560 Francesco Massari muore, lasciando una somma per il completamento del Convento.
Nel 1573 a Montefiolo i frati formano già una comunità abbastanza numerosa. Era stato già istituito il noviziato. Essendo il convento «...molto angusto e scommodo di stanze...», nel 1597 si decide di eseguire lavori di ampliamento che potranno essere realizzati solo molto più tardi, grazie alle generose donazioni pervenute da più parti.
A turbare la serena quiete di Montefiolo giunge il periodo della dominazione napoleonica che ne impone ai religiosi l'abbandono. Crollato il dominio napoleonico, la situazione torna alla normalità: i religiosi possono rivestire il proprio abito, rientrare nei conventi e riprendere le proprie funzioni. Ciò avviene anche a Montefiolo. Ma dopo qualche decennio la tranquillità è turbata nuovamente dal costituitosi Regno d'Italia e con applicazione al 31 dicembre del 1861, il convento diviene proprietà del Comune di Aspra (antico nome di Casperia).
Nel novembre del 1882, mons. Ernesto Fontana, Rettore del Pontificio Seminario Lombardo, si reca a visitare il luogo e lo acquista per farne residenza di villeggiatura dei seminaristi.
All'inizio del Novecento il convento subisce notevoli ampliamenti, ma col passare degli anni i seminaristi lombardi non andranno più a Montefiolo, ma soltanto pochi giorni per la Pasqua. Poi lo disertano definitivamente ed il convento è lasciato ad un graduale deterioramento.
Ridotto in un miserevole stato di abbandono e di rovina, è acquistato nel 1935 da mons. Giulio Belvederi, Segretario del Pontificio Istituto di Archeologia Cristiana. Il Comune lo fornisce di acqua potabile diretta ed è affidato alle Sorelle dei Poveri di Santa Caterina da Siena, quindi alle Oblate regolari Benedettine di Priscilla (congregazione fondata dallo stesso mons. Belvederi nel 1936) e, dal 2019, a una comunità di Monache Agostiniane spagnole.

## Descrizione

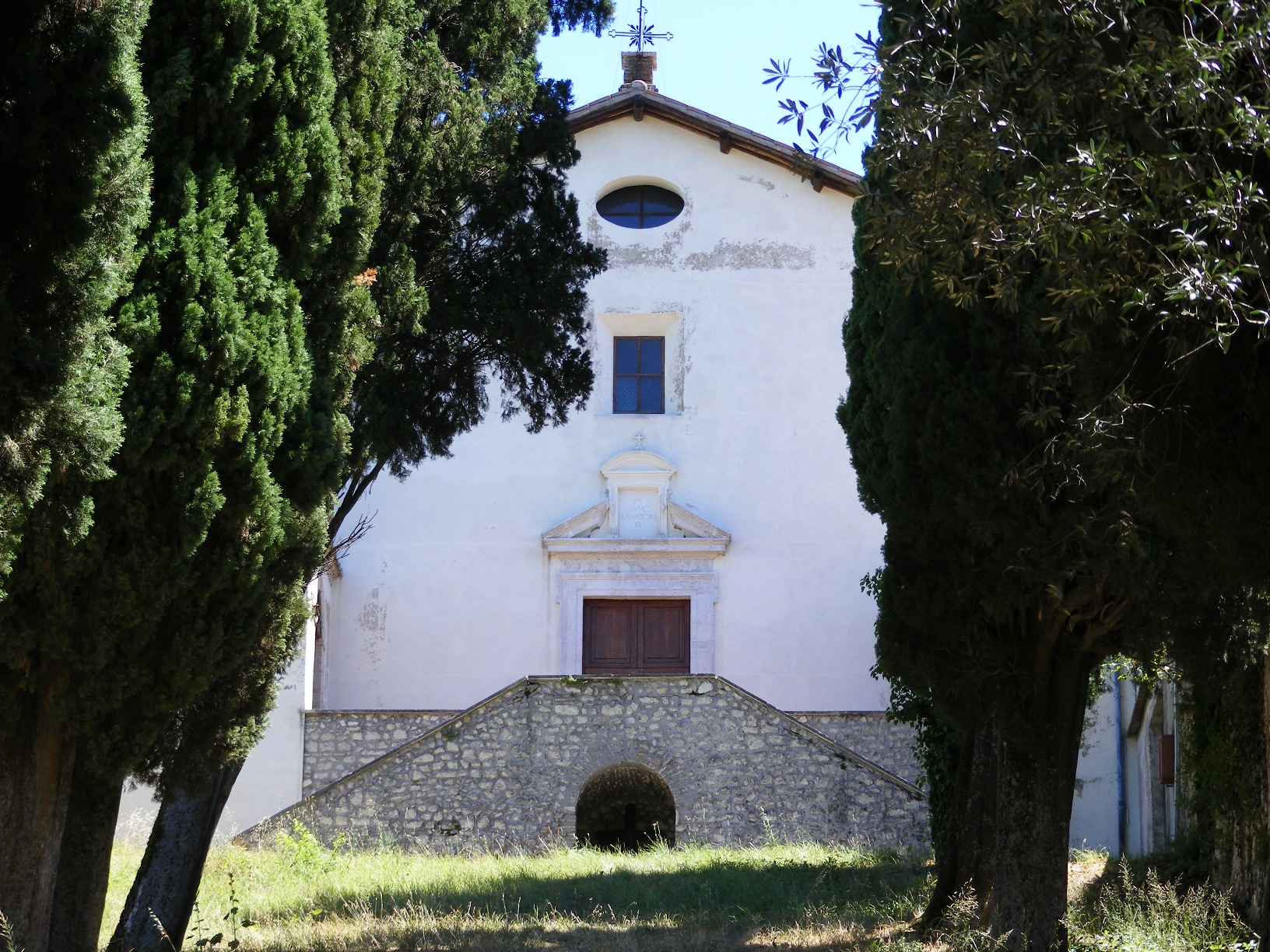
La facciata della chiesa conventuale

Il colle di Montefiolo si eleva per circa 400 metri sul livello del mare. Si arriva al convento percorrendo per circa due chilometri una strada con tornanti, addentrandoci in un fitto bosco di lecci, residuo di quella foresta in passato considerata sacra e dedicata alla dea Vacuna.
L'ingresso alla chiesa del Ss. Salvatore può avvenire anche separatamente dal complesso conventuale annesso. La facciata della chiesa è infatti preceduta da un ripido viale ricoperto di vegetazione rada e fiancheggiato da cipressi, accessibile anche dall'esterno del convento. Terminata questa ripida salita ci ritroviamo ai piedi di una doppia scalinata simmetrica che permette di raggiungere il portale d'ingresso della chiesa, posto ad una quota superiore.
Il disegno del prospetto è molto semplice, del tipo a capanna, dove le uniche aperture sono poste lungo l'asse centrale verticale. Dal basso in alto vediamo: il portale d'ingresso, una finestra rettangolare e un'apertura ellittica.
Il portale è incorniciato da una mostra di marmo chiaro ed è sormontato da un timpano triangolare, sempre di marmo. Al centro di questo timpano è collocata una piccola edicola, con all'interno una targa marmorea, sovrastata da un altro piccolo timpano semicircolare a sesto ribassato. Sopra il portale d'ingresso, in asse con esso, si apre una semplice finestra rettangolare e nella parte superiore della facciata, nella porzionemuraria triangolare individuata dagli spioventi della copertura, è aperta una finestra di forma ellittica.
Ai lati della facciata vediamo due volumi simmetrici più bassi e posti in aggetto rispetto alla chiesa, appartenenti agli edifici del convento. Sul volume a destra si aprono due porte, una per ogni lato libero dagli altri corpi di fabbrica. Su quello a sinistra, su un lato, quello verso la chiesa, è presente una porta, mentre sull'altro prospetto libero si apre una finestra.
L'interno della chiesa, a navata unica, coperto con volta a botte ritmata da ampi archi, fu affrescato dai fratelli Torresani, artisti veronesi attivi nella regione sabina nel Cinquecento. Probabilmente questa famiglia di artisti affrescò anche le pareti del refettorio. Purtroppo di queste opere rimane poca cosa, solo qualche frammento.
Nella chiesa si possono però ammirare due tele risalenti al periodo dei Frati cappuccini. Una rappresenta san Michele Arcangelo che abbatte con la lancia due demoni, si vedono inoltre santa Cristina, santa Maria, santa Chiara e san Francesco d'Assisi con ai lati san Bernardino da Siena, sant'Antonio da Padova e san Carlo Borromeo. Si tratta di un'opera che ricorda le atmosfere francescane, ricorrente in molti cenobi legati alla storia del Santo d'Assisi.
L'altra tela riproduce quattro santi cappuccini: san Giuseppe da Leonessa, san Fedele da Sigmaringa, san Felice di Cantalice e san Lorenzo da Brindisi. La figura più importante è però posta al centro e raffigura la Madonna su una nuvola attorniata da Angeli. Questa opera, eseguita nel 1619 dal pittore Girolamo Batacchioli, è collocata sulla parete posteriore dell'altare.
Sempre nella parete posta dietro la mensa dell'altare si aprono due finestre strette e alte, terminanti con arco a tutto sesto e chiuse da vetrate policrome raffiguranti san Benedetto da Norcia, in quella a sinistra, e sua sorella santa Scolastica nell'altra. Nella parete di destra una lapide del 1560 è posta a memoria del fondatore Francesco Massari.
All'interno del complesso conventuale è interessante il chiostro cinquecentesco.